# Rue du Chapeau-Rouge (Toulouse)
Pour les articles homonymes, voir Rue du Chapeau-Rouge.
La rue du Chapeau-Rouge est une voie de Toulouse, chef-lieu de la région Occitanie, dans le Midi de la France.

## Situation et accès

### Description
La rue du Chapeau-Rouge est une voie publique. Elle se trouve au cœur du quartier Saint-Cyprien, dans le secteur 2 - Rive gauche.
Elle naît perpendiculairement à la rue de la République, au carrefour de la place Hippolyte-Olivier et dans le prolongement de la rue du Chairedon. Longue de seulement 61 mètres, large de 8 mètres, elle est rectiligne et orientée au nord. Elle se termine au carrefour de la grande-rue Saint-Nicolas. Elle est prolongée au nord par la rue Antoine-Bourdelle et, au-delà de la place du Professeur-Pierre-François-Combes, par la rue des Novars qui aboutit à la place Bernard-Lange, face à l'entrée de l'hôpital de La Grave.
La chaussée compte une seule voie de circulation automobile en sens unique, de la grande-rue Saint-Nicolas vers la place Hippolyte-Olivier. Elle appartient à une zone de rencontre et la vitesse y est limitée à 20 km/h. Il n'existe pas de bande, ni de piste cyclable, quoiqu'elle soit à double-sens cyclable.

### Voies rencontrées
La rue du Chapeau-Rouge rencontre les voies suivantes, dans l'ordre des numéros croissants (« g » indique que la rue se situe à gauche, « d » à droite) :
1. Place Hippolyte-Olivier (g)
2. Rue de la République (d)
3. Grande-rue Saint-Nicolas

### Transports
La rue du Chapeau-Rouge n'est pas directement desservie par les transports en commun Tisséo. Elle est cependant proche de la rue de la République, où se trouvent les arrêts de la navette Ville. À l'ouest, autour de la place intérieure Saint-Cyprien, se trouve la station Saint-Cyprien – République, sur la ligne de métro , et au-delà, le long des allées Charles-de-Fitte, les arrêts des lignes de bus 13144566.
Il existe plusieurs stations de vélos en libre-service VélôToulouse dans les rues voisines : les stations no 75 (12 place Charles-Laganne) et no 76 (34 rue de la République).

## Odonymie
La rue tient son nom d'une auberge à l'enseigne du Chapeau Rouge. Il a été également par plusieurs rues voisines, particulièrement par la rue Courte, ainsi que par la rue des Novars entre le milieu du XVIIIe siècle et 1850.

## Patrimoine et lieux d'intérêt
- no  1 : immeubles Olivier. 
L'immeuble est élevé en 1877 par l'architecte Joseph Raynaud, pour le compte d'Hippolyte Olivier, qui dirige la « Maison Olivier Frères », à la suite des destructions de la crue de la Garonne en 1875. L'immeuble s'élève à l'angle de la place Hippolyte-Olivier, où s'élève la façade principale (actuels no 13-14). L'élévation sur la rue du Chapeau-Rouge est plus simple : la façade, bâtie en brique claire, est enduite et compte deux étages, séparés du rez-de-chaussée par une fine corniche moulurée. La travée de droite est formée de petites fenêtres segmentaires. La façade est couronnée par une corniche moulurée[3].

- no  1 bis : usine Olivier. 
Le bâtiment appartient à l'ensemble constitué par Hippolyte Olivier. Le corps de bâtiment à l'angle de la grande-rue Saint-Nicolas est surélevé en 1919 par l'architecte Jacques Lacassin pour le compte de M. Bertrand. Il s'élève sur deux à trois étages, séparés par des cordons de brique. Les deux travées de droite sont largement ouvertes par de larges fenêtres rectangulaires[4].

- no  10 : immeuble (1942)[5].